# Lista de fontes do Bom Jesus
No Santuário do Bom Jesus do Monte existem cerca de três dezenas de fontes ornamentais e alegóricas espalhadas pela estância:
Segue-se a lista das fontes do Bom Jesus:

## Escadório do Pórtico
| Fonte             | Localização          | Construção |
| Fonte do Sol      | Pórtico              |            |
| Fonte da Lua      | Pórtico              |            |
| Fonte de Mercúrio | Escadório do Pórtico |            |
| Fonte de Marte    | Escadório do Pórtico |            |
| Fonte de Diana    | Escadório do Pórtico |            |
| Fonte de Saturno  | Escadório do Pórtico |            |